# 서일본 여객철도
서일본여객철도주식회사(일본어: 西日本旅客鉄道株式会社 니시니혼료카쿠테츠도우[*])는 1987년 4월 1일에 일본국유철도로부터 철도 사업을 계승한 JR 그룹의 여객 철도 회사의 하나이다.
약칭은 JR 니시니혼(JR서일본, 일본어: JR西日本)이며, 일반에게 홍보하거나 광고할 때는 약칭을 정식 명칭처럼 사용하지만, 고유색은 'JR 블루'로 통용되고 있다. 호쿠리쿠 지방(단, 이 지방의 북동부는 동일본여객철도의 관할이다), 긴키 지방, 주고쿠 지방의 대부분의 노선과 후쿠오카현의 일부 노선 중 산요 신칸센에서 여객 수송과 관련 사업을 하고 있다.
사명의 '鉄' 자는 양쪽으로 나눌 경우의 '돈을 잃는다'(金を失う) 라는 의미를 피하기 위해, 로고에서는 '鉃'라는 글자를 대신 사용하고 있다. 하지만, 정식 상호에는 鉄로 되어 있다. (이는 시코쿠 여객철도 이외의 다른 계열사들도 마찬가지이다.)

## 현황
서일본 여객철도(이하 JR 서일본)은 주고쿠 지방·호쿠리쿠 지방을 중심으로 로컬선을 많이 보유하고 있으며, 전후의 일본국유철도 시대에서 주된 수입 지역으로서 인구 밀도가 많은 게이한신 주변 지역에서는 '사철 대국'라고 할 정도로의 긴키 닛폰 철도·한큐 전철 ·한신 전기 철도·산요 전기 철도·난카이 전기 철도·게이한 전기 철도 등의 병행 사철과 경쟁 중에 있다. 또한 게이한신 지역의 통근 전철과 함께 주요 수입원 중에서 하나인 산요 신칸센은 항공 노선 등과 경쟁 중이다. 따라서 야마노테 선 등의 도쿄권 통근 전철 수요 등이 있는 동일본 여객철도나 도카이도 신칸센을 보유하는 도카이 여객철도과 비교하면 경영 기반이 매우 미약한 상태이다.
한편 열차 증발, 속도에 대응한 안전 분야 투자가 반드시 충분한 것이 아니었다고 지적도 있는데, 1991년의 시가라키고원 철도 열차 충돌 사고나 2002년의 도카이도 선 구급대원 사상 사고, 2005년 JR 후쿠치야마 선 탈선 사고, 2006년 하쿠비 선 보선 작업원 사상 사고 등 유책 중대 사고를 일으킨 원인의 하나로 지적되고 있다. 또 이지메라는 일근 교육 등의 괴상한 근로 환경이 JR후쿠치야마선 탈선 사고의 원인이라고 지적되고 있기 때문에, 이 회사에서는 향후 경영·노사 관계의 기본 방향 등을 재검토하고 있다.
현재는 경영 기반과 수익성의 관점에서 신칸센과 호쿠리쿠 본선의 특급과 게이한신 근교의 노선을 중심으로 설비 투자하고 있으며, 게이한신 지역의 노선과 지역 노선에서 경쟁 사철들과의 차별화를 통한 우위를 확보하려고 노력 중이다. 다만, 주고쿠 지방이나 호쿠리쿠 지방에서는 다수의 적자 로컬선을 안고 있기 때문에 로컬선에 대한 자금 문제는 심각한 과제로 남아있다.
또 유니버설 스튜디오 재팬의 기업 마케팅 파트너로서 공식 후원사이다.

## 본사·지사

### 본사

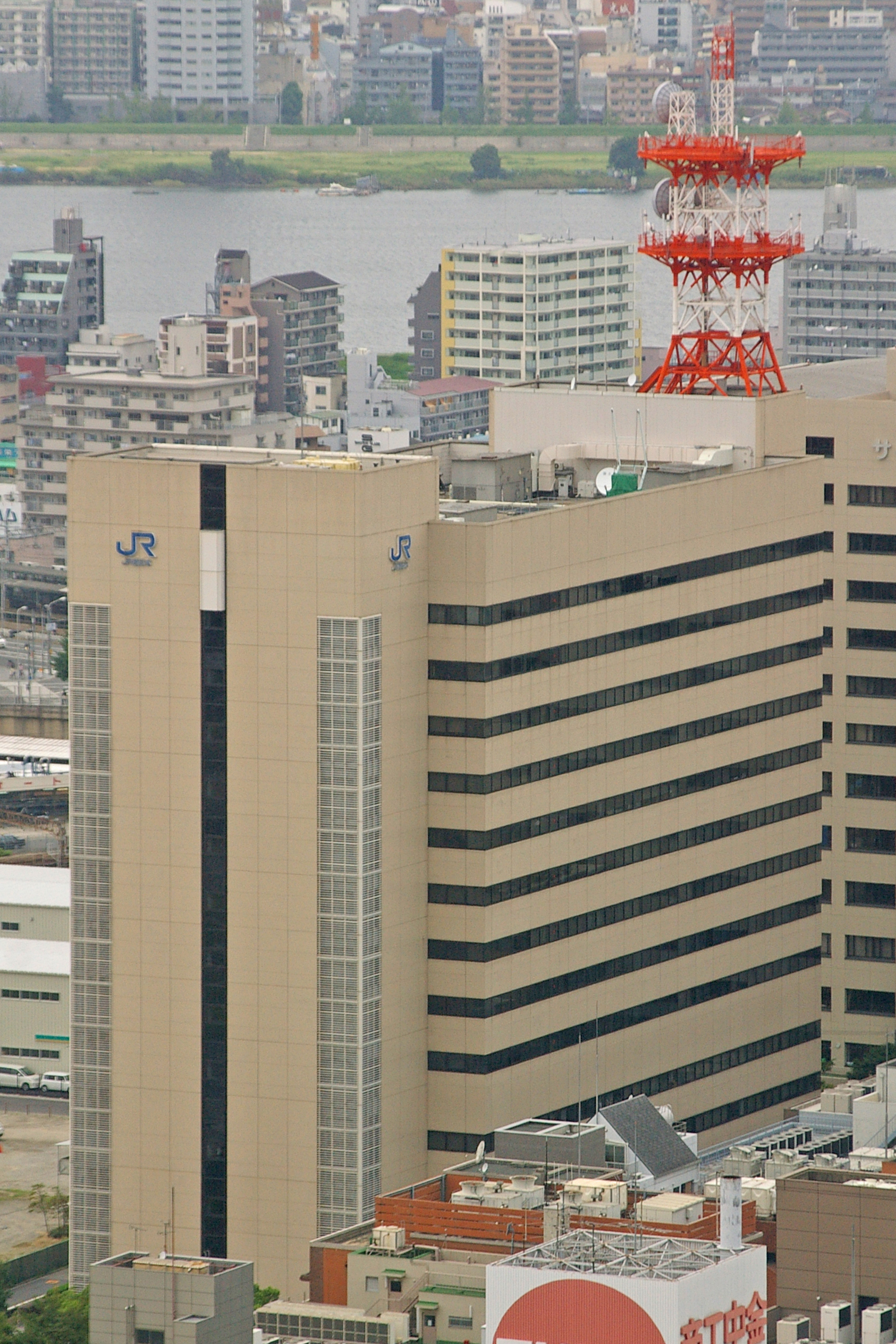
JR 서일본 본사

- 본사 (교토·오사카·고베 지사 설립 이전에는, 구·오사카 철도 관리국)
  - 소재지: 오사카부 오사카시 기타구 시바다 2초메 4번 24호
- 도쿄 본부
  - 소재지: 도쿄도 지요다구 마루노우치 3초메 4-1 새국제빌딩 9F

### 지사
- 가나자와 지사 (구 가나자와 철도 관리국)
  - 소재지: 이시카와현 가나자와시 히로오카 3초메 3-77 (가장 가까운 역: 가나자와역)
- 와카야마 지사
  - 소재지: 와카야마현 와카야마시 요시다 94-1 (가장 가까운 역: 와카야마역)
- 후쿠치야마 지사
  - 소재지: 교토부 후쿠치야마시 키에마치쵸 415 (가장 가까운 역: 후쿠치야마역)
- 오카야마 지사
  - 소재지: 오카야마현 오카야마시 기타구 키에마에쵸 2초메 1-7 (가장 가까운 역: 오카야마역)
- 요나고 지사
  - 소재지: 돗토리현 요나고시 야요이쵸 2 (가장 가까운 역: 요나고역)
- 히로시마 지사
  - 소재지: 히로시마현 히로시마시 히가시구 후타바노사토 3초메 8-21 (가장 가까운 역: 히로시마역)

### 킨키 본부
- 소재지: 오사카부 오사카시 요도가와구 미야하라 4-3-39 오히로 신 오사카 빌딩 (가장 가까운 역: 신오사카역)
  - 교토·오사카·고베의 3개의 지사를 2010년 12월부터 통합.

### 신칸센 관리 본부 (구 신칸센 총국)
- 소재지: 오사카부 오사카시 요도가와구 니시나카지마 5초메 5-15 신오사카 센트럴 타워 남관 8층 (가장 가까운 역: 신오사카역)
  - 후쿠오카 지사
    - 소재지: 후쿠오카현 후쿠오카시 하카타구 하카타역 중앙가 1-1 신칸센 하카타 빌딩 6층 (가장 가까운 역: 하카타역)

2006년 6월 22일까지 신칸센은 병행 재래선과 같은 지사에 속해 있었지만, 동년 6월 23일부로 히로시마 신칸센 운전실의 수선 부문과 오카야마 신칸센 운전실을 하카타 종합 차량소 소속으로 두 조직 변경이 실시되었다.
2007년 7월 1일부로 신칸센의 현업 기관을 총괄하는 조직으로 신칸센 관리 본부를 신설했다.

### 건설 공사 기관
- 오사카 공사 사무소
- 오사카 전기 공사 사무소

## 역사
- 1987년
  - 4월 1일 - 일본국유철도가 분할 민영화되어 서일본 여객철도 주식회사(이하 JR 서일본) 발족.
  - 7월 1일 - 국내 여행업을 개시.
  - 7월 13일 - "시가라키 선"을 폐지. (시가라키고원 철도로 전환)
  - 7월 25일 - "간니치 선"을 폐지. (니시키가와 철도로 전환)
  - 10월 1일 - 와카야마 지점 (현재의 와카야마 지사)·후쿠치야마 지점 (현재의 후쿠치야마 지사)가 발족.
  - 10월 14일 - "와카사 선"을 폐지. (와카사 철도로 전환)
- 1988년
  - 3월 13일 - 산요 신칸센에서 "웨스트 히카리"가 운전 개시.
  - 4월 1일 - 버스 부문을 분사화하여 서일본 JR 버스, 주코쿠 JR 버스가 발족.
  - 4월 10일 - 혼시비산 선 개업. 쾌속 "마린라이너" 운행 개시.
- 1989년
  - 3월 - 어번 네트워크 명칭 사용 개시.
  - 7월 21일 - 침대 특급 열차 트왈라이트 익스프레스 운행 개시.
- 1991년
  - 4월 27일 - 사가노 관광철도 영업 개시.
- 1992년
  - 3월 30일 - 본사를 구 국철 오사카 철도 관리국 빌딩에서 새로운 본사 건물로 이전.
- 1993년
  - 3월 18일 - 산요 신칸센에서 노조미 운행 시작.
  - 4월 1일 - 고졸사원 등용을 시작·첫 입사.
  - 6월 1일 - 교토 지사·오사카 지사·고베 지사가 발족.
- 1994년
  - 6월 15일 - 간사이 공항선 개업.
- 1995년
  - 1월 17일 - 한신·아와지 대지진으로 인한 피해 발생.
  - 10월 1일 - 지역 철도부(7 철도부)가 발족.
- 1996년
  - 10월 8일 - 도쿄 증권거래소·오사카 증권거래소·나고야 증권거래소 등에 상장.
- 1997년
  - 3월 8일 - JR 도자이 선 개업. JR 서일본에서 처음으로 지하 노선.
  - 9월 11일 - 교토역 신 역사 빌딩 그랜드 오픈.
- 2000년
  - 3월 11일 - 산요 신칸센, '히카리 레일 스타'가 운전 개시.
  - 8월 17일 - 신칸센, 직업으로는 최초의 여성 운전 기사가 탄생.
- 2002년
  - 10월 15일 - 히로시마 시티 네트워크라는 호칭이 사용 개시.
- 2003년
  - 11월 1일 - IC 카드 ICOCA 서비스 도입.
- 2004년
  - 3월 12일 - 독립 행정법인 일본 철도건설·운수시설정비지원기구가 보유하고 있던 주식을 모두 매각하고 완전 민영화.
  - 8월 1일 - 어린이 ICOCA 서비스를 시작. ICOCA와 Suica의 상호 이용이 개시.
- 2005년
  - 2월 18일 - 산요 신칸센에 자동 개찰 시스템이 도입.
  - 4월 25일 - JR 후쿠치야마 선 탈선 사고.
  - 10월 1일 - ICOCA 전자 화폐 서비스 시작.
- 2006년
  - 1월 21일 - ICOCA와 PiTaPa의 상호 이용 개시.
  - 3월 1일 - "도야마 항선" 폐지. 도야마 라이트 레일에 이관.(동년 4월 29일 개업)
- 2007년
  - 7월 1일 - N700계 신칸센 열차가 영업 운전 개시.
- 2008년
  - 3월 18일 - Suica와 ICOCA의 전자 화폐 상호 이용이 개시.
  - 3월 29일 - Suica·ICOCA·TOICA의 상호 승차 이용이 개시.
- 2009년
  - 4월 1일 - 선박 부문을 분사화, JR 서일본 미야지마 페리 발족.
  - 7월 1일 - 카코가와 철도부를 폐지.
- 2010년
  - 3월 13일 - TOICA의 전자 화폐 서비스를 시작하여 Suica·ICOCA·TOICA의 전자 화폐의 상호 이용 개시
- 2011년
  - 3월 5일 - ICOCA와 SUGOCA의 상호 승차 및 전자 화폐의 상호 이용이 개시.
  - 3월 12일 - 큐슈 신칸센과의 상호 직행 운전 개시.
- 2012년
  - 9월 24일 - 스페인 국철(Renfe), 스페인 철도 인프라 관리기구(ADIF)와 3사간 협력 협정을 체결
- 2013년
  - 3월 23일 - 교통계 IC카드 전국 상호 이용이 개시되어 ICOCA가 PASMO 등과도 상호 이용 가능해짐.
- 2014년
  - 10월 28일 - 완전 민영화 이후에도 지정되어왔던, 세계 무역 기구(WTO)의 정부 조달 협정의 대상에서 제외됨.
- 2015년
  - 3월 12일 - 침대 특급 열차 트왈라이트 익스프레스 폐지.
  - 3월 14일 - 호쿠리쿠 신칸센 나가노~가나자와 구간 개업. 다만, 조에쓰묘코~가나자와까지만 JR 서일본이 관리함. 호쿠리쿠 본선의 가나자와역~나오에쓰역 사이를 경영 분리시킴.

## 노선
괄호 안은 애칭.

### 신칸센
- 산요 신칸센
- 호쿠리쿠 신칸센 (조에쓰묘코 ~쓰루가 구간)

### 특급열차
- 하루카
- 구로시오
- 선더버드
- 고노토리
- 하마카제
- 시라사기
- 야쿠모

### 기존선
- 가베 선
- 가코가와 선
- 가타마치 선(갓켄토시 선)
- 간토쿠 선
- 간사이 공항선
- 간사이 본선: 가메야마 역 - JR 난바 역
  - (야마토지 선)
- 게이비 선
- 고세이 선
- 구레선(세토나이사자나미 선)
- 구사쓰 선
- 기비 선
- 기세이 본선: 신구 역 - 와카야마시 역
  - (기노쿠니 선)
- 기스키 선
- 기신 선
- 나나오 선
- 나라 선
- 다카야마 본선: 이노타니 역 - 도야마 역
- 도카이도 본선: 마이바라 역 - 고베 역
  - (비와코 선）
  - (JR 교토 선)
  - (JR 고베 선)
- 마이즈루 선
- 미네 선
- 반탄 선
- 사카이 선
- 사쿠라이 선
- 사쿠라지마 선(JR 유메사키 선)
- 산요 본선: 고베 역 - 시모노세키 역, 효고 역 - 와다미사키 역
  - (JR 고베 선)
- 산인 본선
  - (사가노 선)
- 산코 선
- 쓰야마 선
- 아코 선
- 야마구치 선
- 에쓰미호쿠 선(구즈류 선)
- 오노다 선
- 오바마 선
- 오사카 순환선
- 오사카히가시 선
- 오이토 선: 미나미오타리 역 - 이토이가와 역
- 와카야마 선
- 우노 선
- 우베 선
- 인비 선
- 조하나 선
- 하카타미나미 선
- 하쿠비 선
- 한와 선
- 호쿠리쿠 본선
- 혼시비산 선: 자야마치 역 - 고지마 역
  - (세토 대교선)
- 후쿠엔 선
- 후쿠치야마 선(JR 다카라즈카 선)
- 히미선
- JR 도자이 선

## 차량

### 신칸센
- 500계
- 700계
- N700계
- N700S계
- W7계

### 기존선

#### 전동차

##### 통근형 · 근교형
- 103계
- 105계
- 113계
- 115계
- 117계
- 123계
- 125계
- 201계
- 205계
- 207계
- 211계
- 213계
- 221계
- 223계
- 225계
- 227계
- 321계
- 323계
- 413계
- 415계
- 521계

##### 급행형 · 특급형
- 271계
- 281계
- 283계
- 285계
- 287계
- 289계
- 381계
- 681계
- 683계

#### 디젤 동차
- 키하33형
- 키하40계
- 키하120형
- 키하121형 - 키하126형
- 키하122형 - 키하127형
- 키하187계
- 키하189계

#### 객차
- 12계
- 14계
- 35계

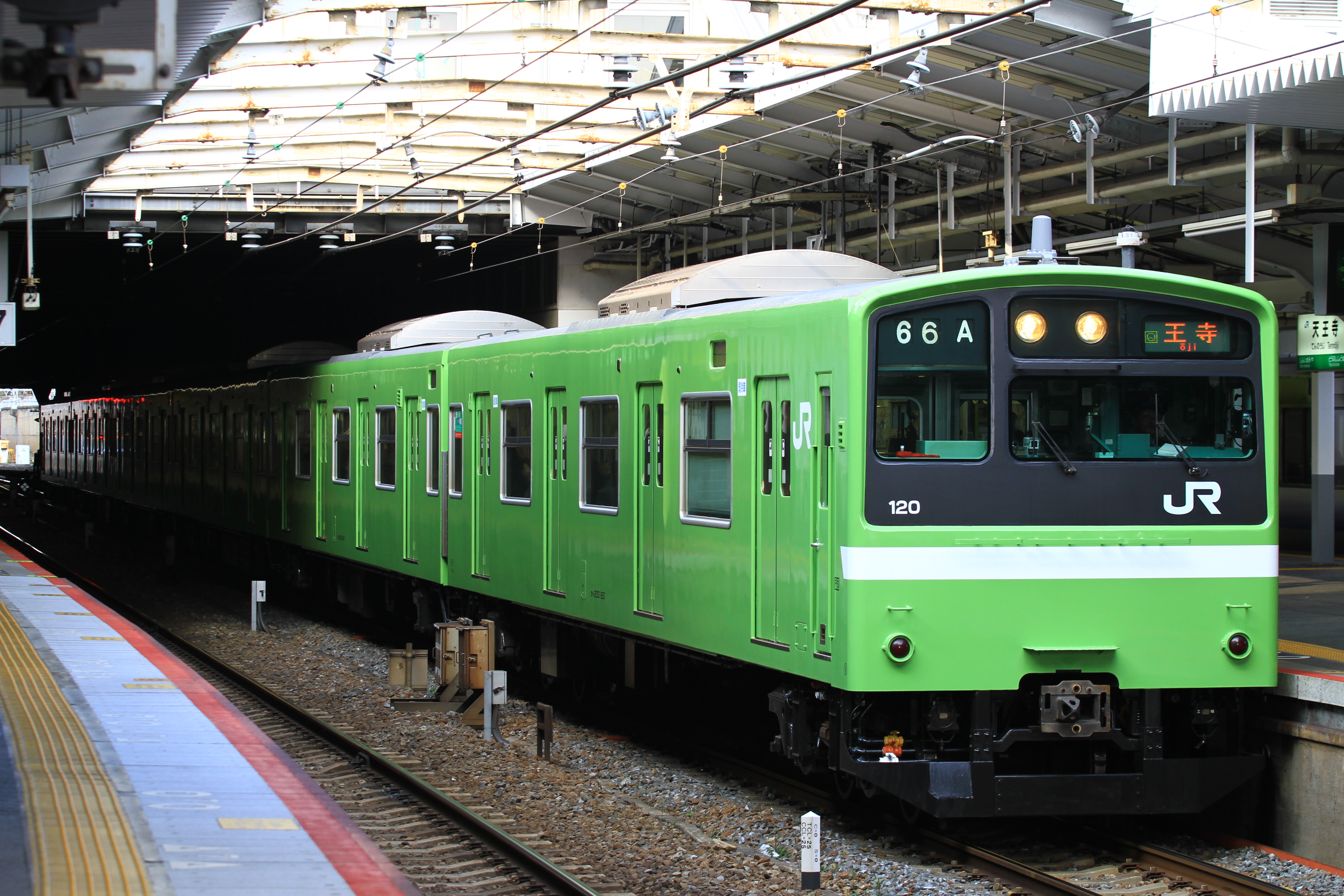
201계
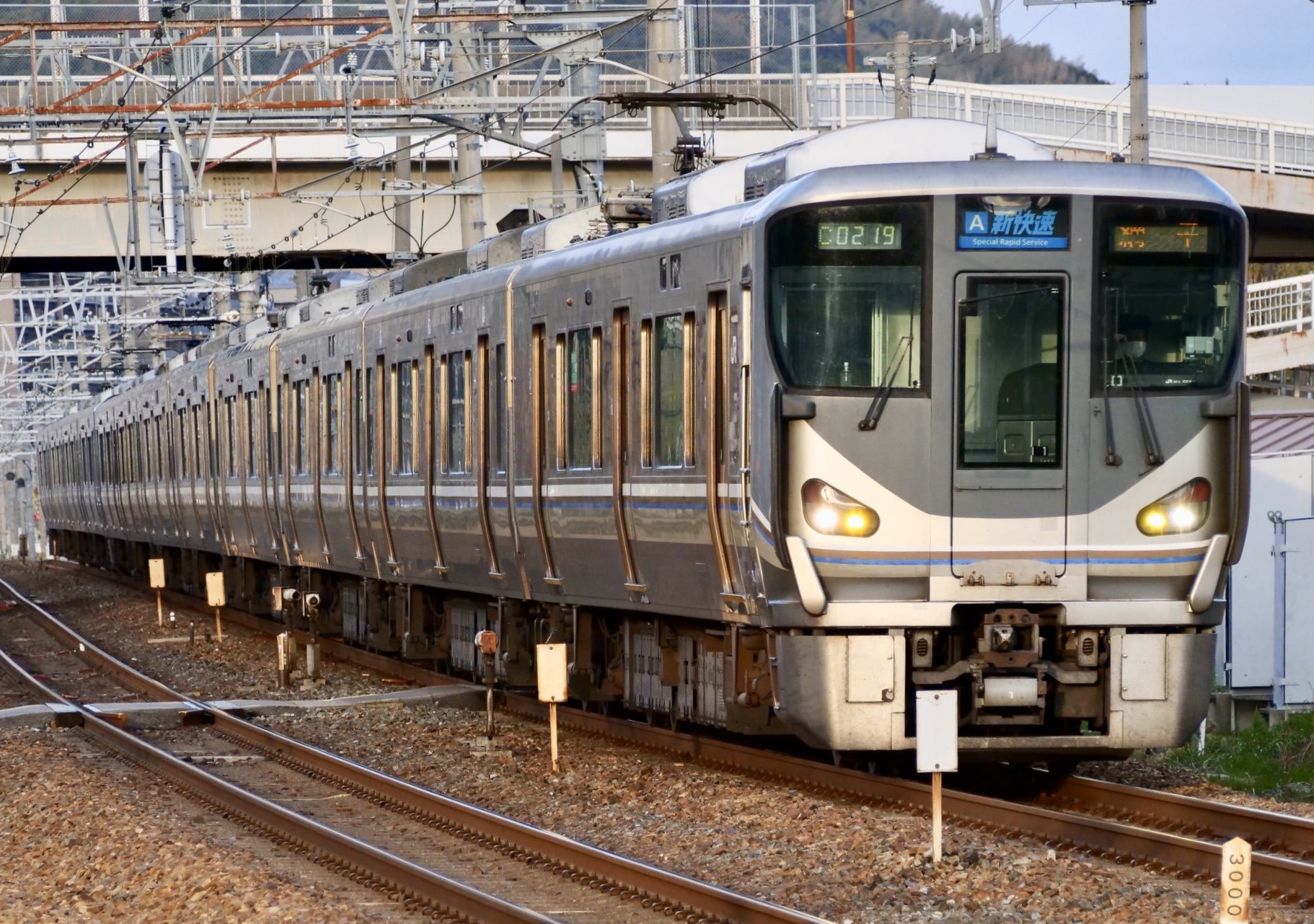
225계

## 버스
- JR 버스
  - 서일본 JR 버스
  - 주고쿠 JR 버스